# Kangaroo Island (Queensland)
Kangaroo Island är en ö i Australien. Den ligger i delstaten Queensland, omkring 230 kilometer norr om delstatshuvudstaden Brisbane.
Genomsnittlig årsnederbörd är 1 350 millimeter. Den regnigaste månaden är mars, med i genomsnitt 291 mm nederbörd, och den torraste är september, med 21 mm nederbörd.